# Um ein Haar
Um ein Haar ist ein deutscher Stummfilmkrimi von 1914 mit Manny Ziener in einer der Hauptrollen.

## Handlung
Ein Majoratsherr gerät in einen heftigen Streit mit seinem Bruder und verschwindet spurlos. Der Bruder gerät daraufhin unter Verdacht, den Bruder beseitigt zu haben, und wird verhaftet. Ein Detektiv wird mit dem Fall beauftragt und findet heraus, dass die Unschuldsbeteuerung des Bruders ihre Richtigkeit hat. Der Detektiv geht auf die Suche nach dem Verschwundenen und kann ihn schließlich aufspüren. Auf dem Weg dorthin gerät die Spürnase in die eine oder andere Falle; so wird er einmal in einem Raum gefangen, dessen Boden und Decke mittels Hydraulik aufeinander zugehen und im Endstadium den zwischen den Wänden Gefangenen zerquetschen können. Doch nur um ein Haar, wie der Filmtitel verrät, denn natürlich wird der Detektiv gerettet. Eine weitere spannende Szene ereignet sich in einer geheimnisvollen Mühle.

## Produktionsnotizen
Um ein Haar entstand im Messter-Film-Atelier in Berlins Blücherstraße 32 und besaß drei Akte, verteilt auf 1067 Metern Länge. Der Film passierte im November 1914 die Zensur, wurde mit Jugendverbot belegt und wohl wenig später uraufgeführt. Wenig später erfolgte wohl ein generelles Aufführungsverbot und Um ein Haar wurde 1919 erneut in die Kinos gebracht.

## Kritik
„In Ton elegant, wirken die Hauptdarsteller Holger Christians und Many [sic!] Ziener sehr verdienstlich (…) Jedenfalls einer der besten Detektivfilms dieser Art.“